# Michel Schwalbé

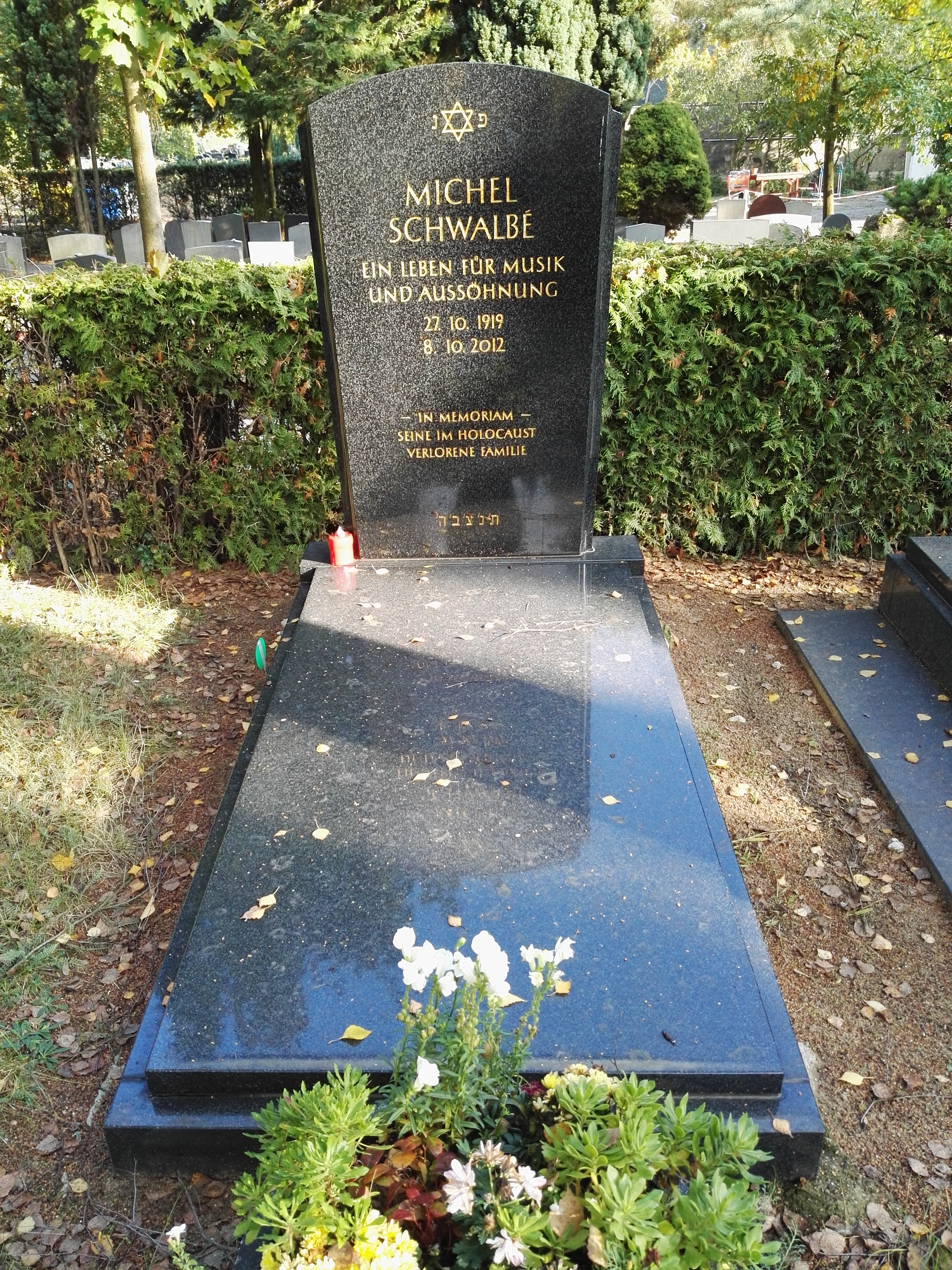
Grób Michela Schwalbégo na cmentarzu żydowskim w Berlinie

Michel Schwalbé właśc. Mieczysław (Mojżesz) Michał Schwalbe (ur. 27 października 1919 w Radomiu, zm. 9 października 2012 w Berlinie) – polski skrzypek i pedagog pochodzenia żydowskiego, działający głównie w Szwajcarii i Niemczech.

## Życiorys
Kształcił się u Maurycego Frenkla, a następnie u Jerzego Zajdermana w Szkole Muzycznej im. S. Moniuszki w Warszawie. Od 1933 studiował w Paryżu grę skrzypcową pod kierunkiem George’a Enescu i Julesa Bouchereta oraz kameralistykę i dyrygenturę u Pierre’a Monteux. W 1935 wziął udział w I Międzynarodowym Konkursie Skrzypcowym im. H. Wieniawskiego w Warszawie i został nagrodzony dyplomem honorowym.
Po wybuchu II wojny światowej uciekł z okupowanego Paryża do Lyonu podlegającego reżimowi Vichy, a następnie w 1942 do Szwajcarii. W latach 1944–1946 był koncertmistrzem Orkiestry Szwajcarii Romańskiej. W tym czasie był także pierwszym skrzypkiem orkiestry festiwalowej podczas Festiwalu w Lucernie, gdzie miał okazję spotkać ówczesnych czołowych dyrygentów, m.in. Artura Toscaniniego, Wilhelma Furtwänglera, Ernesta Ansermeta oraz nieznanego jeszcze szerzej Herberta von Karajana. W latach 1946–1948 koncertował z założonymi przez siebie Genfer Trio i Schwalbé-Quartett. W 1948 został zwycięzcą Międzynarodowego Konkursu Muzycznego w Scheveningen. W 1957 przeniósł się do Berlina i na zaproszenie Herberta von Karajana został koncertmistrzem Filharmoników Berlińskich. Na tym stanowisku pozostał przez blisko 30 lat, do 1986.
Odbył wiele podróży koncertowych po Europie. Grał na skrzypcach Stradivariusa „King Maximilian, Unico” z 1709, użyczonych mu na stałe przez fundację Axela Springera. W 1972 grał również na skrzypcach „Sleeping Beauty” Stradivariusa z ok. 1704.
Schwalbé prowadził szeroką działalność pedagogiczną. W latach 1948–1957 był profesorem Konserwatorium Genewskiego. Od 1963 wykładał na 
Berlińskim Uniwersytecie Sztuk Pięknych, a w 1984 w Yehudi Menuhin School w Stoke d’Abernon. Prowadził kursy mistrzowskie w Mozarteum w Salzburgu, w Londynie i w Britten–Pears School for Advanced Musical Studies w Aldeburgh, a także w Stanach Zjednoczonych i Japonii.
Odznaczony Krzyżem Oficerskim Orderu Zasługi Republiki Federalnej Niemiec. Kawaler Legii Honorowej.

## Wybrane nagrania płytowe
- Richard Strauss: Ein Heldenleben (Życie bohatera) – opus 40, Berliner Philharmoniker, Michel Schwalbé, Herbert von Karajan, Deutsche Grammophon (1959)
- Richard Strauss: Also sprach Zarathustra (Tako rzecze Zaratustra) – opus 30, Berliner Philharmoniker, Michel Schwalbé, Herbert von Karajan, Deutsche Grammophon (1974)
- Piotr Czajkowski: Der Schwanensee (Jezioro łabędzie) – suita z baletu, opus 20, Berliner Philharmoniker, Michel Schwalbé, Herbert von Karajan, Deutsche Grammophon
- Antonio Vivaldi: Die vier Jahreszeiten (Cztery pory roku) – Michel Schwalbé, Herbert von Karajan, Berliner Philharmoniker, Deutsche Grammophon (1985)